# Salinas Victoria
Salinas Victoria é um município do estado de Nuevo León, no México. 
Em 2005, o município possuía um total de 27.848 habitantes.